# De vlucht van de hommel
De vlucht van de hommel (Russisch: Полёт шмеля) is een orkestrale compositie van Nikolaj Rimski-Korsakov uit 1899-1900.

## Geschiedenis
De vlucht van de hommel was oorspronkelijk geschreven als een intermezzo voor de opera De geschiedenis van Tsaar Saltan (Russisch: Сказка о царе Салтане), die voor het eerst werd opgevoerd op 3 november 1900, in Moskou. Het libretto van V.I.Bielsi was gebaseerd op een vertelling van de Russische schrijver Aleksandr Poesjkin. Deze muziek begeleidt een scène waarin de hoofdpersoon - een prins - in een hommel verandert.
Het stuk sluit Akte III (Tableau 1) af, vlak nadat de magische Zwaan-Vogel aan prins Gvidon Saltanovich (de zoon van de Tsaar) instructies heeft gegeven om in een insect te veranderen, zodat hij weg kan vliegen om zijn vader te bezoeken (die niet weet dat hij nog leeft). Hoewel in de opera de Zwaan-Vogel eerst zingt gedurende de "Vlucht van de hommel" is haar melodische lijn niet betrokken bij het stuk en kan gemakkelijk weggelaten worden. Dit gegeven, gecombineerd met het feit dat het stuk de akte afsluit, maakte dat het stuk tot zelfstandig werk voor orkest kon uitgroeien.
De heldere, beschrijvende vorm van dit ongewone stuk heeft andere musici geïnspireerd tot het componeren van eigen arrangementen, meestal voor een solo-instrument. De rest van de opera De geschiedenis van Tsaar Saltan, is in tegenstelling tot het intermezzo De vlucht van de hommel in de vergetelheid geraakt.

## De muzikale weergave
Een snelle, neergaande toonladderfiguur opent De vlucht van de hommel. De openingsmaten ervan dienen niet alleen als introductie, maar ook om de inhoud aan te geven. Ook van het orkest komen "zoemgeluiden", voordat de solist zijn opwachting maakt. Daarna heeft het orkest vooral een begeleidende rol. De solocello schetst een levendig beeld van dit bekende vliegende insect en roept de sfeer op van warme zomerdagen. De melodie gaat omhoog en omlaag, keert weer naar zichzelf terug en neemt toe in intensiteit, daarbij gebruik makend van alles wat een cello maar te bieden heeft. Ten slotte klimt de melodie tot boven in de toonladder en sluit dan af met een zacht akkoord in pizzicato.

## Over de inhoud
Hier is de tekst van de scène waar de Zwaan-Vogel zingt gedurende deze muziek:
| Russisch | Nederlandse Vertaling |
| --- | --- |
| (Гвидон спускается с берега в море. Из моря вылетает шмель, кружась около Лебедь-Птицы.) ЛЕБЕДЬ-ПТИЦА: Ну, теперь, мой шмель, гуляй, судно в море догоняй, потихоньку опускайся, в щель подальше забивайся. Будь здоров, Гвидон, лети, только долго не гости! (Шмель улетает.) | (Gvidon gaat van de kust de zee in. Uit de zee stijgt een hommel op die om de Zwaan-Vogel heen draait en vliegt.) ZWAAN-VOGEL: Welnu, mijn hommel, ga feesten, Land op een schip in de zee, Land er heimelijk, Verberg je in een spleet een eindje verder. Veel geluk, Gvidon, vlieg, maar blijf niet lang! (De hommel vliegt weg.) |

Hoewel de Vlucht van de hommel in de partituur van de opera niet met een titel wordt vermeld, wordt het stuk doorgaans aangeduid met zijn Engelse titel Flight of the Bumblebee, die een vertaling is van de Russische (Полёт шмеля).
Wie bekend is met de opera Tsaar Saltan zal twee leidmotieven herkennen, die beide met de Prins Gvidon eerder uit de opera geassocieerd worden. Deze zijn hieronder geïllustreerd in muzieknotatie:

## Transcripties
Op dit stuk zijn diverse transcripties gemaakt door onder andere Sergej Rachmaninov, voor piano solo.
De Franse componiste Paule Maurice schreef een vergelijkbaar werk, namelijk deel V uit haar Tableaux de Provence (voor saxofoon en piano of strijkorkest) heet Le Cabridan, en is tevens op een zoemend insect geënt.